# اس‌ام یو-۳۲ (اتریش-مجارستان)
اس‌ام یو-۳۲ (اتریش-مجارستان) (به انگلیسی: SM U-32  Austria-Hungary) یک زیردریایی بود که طول آن ۱۲۱ فوت ۱ اینچ (۳۶٫۹۱ متر) بود. این زیردریایی در سال ۱۹۱۷ ساخته شد.